# Svetovno prvenstvo v podvodnem hokeju 1980
Svetovno prvenstvo v podvodnem hokeju 1980 je potekalo v Vancouvru (Kanada).

## Rezultati

### Moški
1. Nizozemska
2. Združeno kraljestvo
3. Avstralija
4. Kanada